# Bektachi Dedebabas
Les Bektashi Dedebabate sont les chefs religieux de l'islam soufi. Les dedebabas sont les chefs spirituels et religieux de la communauté Bektachi. Les Bektachi ne les considèrent pas comme des dirigeants nommés par Dieu. Le debebaba Bektashi actuel, le huitième depuis sa création, est Baba Mondi.

## Liste des dedebabas
Liste des dedebabas à la suite de l'exode de l'ordre Bektashi de Turquie vers l'Albanie en 1925:
| No | Portrait | Nom                | Règne                            | Naissance    | Décès            | Lieu de naissance                                | Remarques |
| -- | -------- | ------------------ | -------------------------------- | ------------ | ---------------- | ------------------------------------------------ | --- |
| 1  |          | Salih Nijazi (en)  | 20 mars 1930 – 28 novembre 1941  | 15 mars 1876 | 28 novembre 1941 | Starje (Albanie), Empire ottoman                 | Le 28 novembre 1941, Salih Nijazi Dede fut assassiné par des inconnus. Son meurtre reste non résolu, les Albanais affirmant qu'il a été assassiné par des fascistes italiens dans le cadre d'une campagne de terreur contre le mouvement de libération nationale albanais, tandis que les Italiens prétendent qu'il a été assassiné par des brigands. |
| 2  |          | Ali Riza Dede (en) | 6 janvier 1942 – 22 février 1944 | 1882         | 1944             | Krujë (Albanie), Empire ottoman                  | Après la mort de Salih Nijazi Dedebaba, Ali Riza lui succéda comme Dedebaba, il a continué à servir dans ce rôle jusqu'à sa mort le 22 février 1944. |
| 3  |          | Kamber Ali (en)    | 12 avril 1944 – 1945             | 1869         | 5 avril 1950     | Përmet (Albanie), Empire ottoman                 | En décembre 1944, à l'âge de 74 ans, Kamber Ali fut arrêté par les communistes et condamné à la prison à vie en raison de sa participation au Balli Kombëtar . Il mourut le 5 avril 1950 à l' hôpital de la prison de Tirana. |
| 4  |          | Xhafer Sadik (en)  | 5 mai 1945 – 2 août 1945         | 1874         | 2 août 1945      | Gjirokastër (Albanie), Empire ottoman            | Pendant la Seconde Guerre mondiale, il dirigea un petit groupe de combattants pro-communistes dans la région de Dangëllia. En raison de ses affiliations pro-communistes, les communistes préférèrent Xhafer Sadik à Abaz Hilmi, qui était très conservateur et résistait aux réformes libérales proposées par les communistes. À ce titre, il fut nommé par le régime communiste pour présider le quatrième congrès national des Bektashi qui se tint en 1945 à Tirana. |
| 5  |          | Abaz Hilmi (en)    | 6 septembre 1945 – 19 mars 1947  | 13 mars 1887 | 19 mars 1947     | Përmet (Albanie), Empire ottoman                 | Le 19 mars 1947, Abaz Hilmi tua Baba Faja Martaneshi et Baba Fejzo Dervishi, et se suicida lui aussi par la suite. Ahmet Myftar fut ensuite nommé Dedebaba par le régime communiste le 8 juin 1947. |
| 6  |          | Ahmet Myftar (en)  | 8 juin 1947 – 1958               | 1916         | 1980             | Brataj (en) (Albanie), Empire ottoman            | Après le meurtre-suicide d' Abaz Hilmi en mars 1948, Ahmet Myftar fut nommé Dedebaba de l' ordre Bektashi le 8 juin 1948 par le régime communiste, servant essentiellement de marionnette au gouvernement. En 1958, il ne fut plus autorisé à exercer cette fonction car le gouvernement communiste continuait à exclure la religion de la vie publique albanaise. De 1958 à 1967, il fut interné à Drizar. Finalement, l'ordre Bektashi fut complètement interdit en 1967 sous la dictature d' Enver Hoxha, ce qui força Ahmet Myftar à se retirer de la vie publique. Il passa ses dernières années à Kruja et Tirana sous la surveillance constante de la Sigurimi (la police secrète albanaise), et mourut en 1980. |
| 7  |          | Reshat Bardhi (en) | 1991 – 2 avril 2011              | 4 mars 1935  | 2 avril 2011     | Ujmisht (en), Royaume albanais (1928-1939)       | Reshat Bardhi a subi deux opérations cardiaques aux États-Unis, la première en 2000 et la seconde en 2004. Après des mois de lutte contre la maladie et l'épuisement, Reshat Bardhi est décédé le 2 avril 2011 à Tirana, à l'âge de 76 ans |
| 8  |          | Baba Mondi         | 11 juin 2011 –                   | 19 mai 1959  |                  | Vlora, République populaire socialiste d'Albanie | Il est le chef mondial des musulmans Bektachi,. Si le projet de nation de l'État souverain de l'Ordre Bektashi est approuvé, Baba Mondi servira de chef d'état dans son rôle de chef spirituel |